# Skanderborg
Skanderborg er en købstad og stationsby i Østjylland. Den ligger i Skanderup Sogn, 25 km sydvest for Aarhus centrum. Skanderborg er hovedby og administrativt centrum for Skanderborg Kommune i Region Midtjylland og har 20.116 indbyggere  (2024).
Skanderborg ligger i et bakket landskab ved Skanderborg Sø, få kilometer fra Ejer Bavnehøj. Byen er et mindre jernbaneknudepunkt mellem den nord-sydgående østkyststrækning mod Aarhus og Horsens og den øst-vestgående jernbane mod Silkeborg.
I anden weekend i august besøger op mod 60.000 Skanderborg Festival ved bøgeskoven og søen. I det nordlige Skanderborg ligger den del af Vejdirektoratet, som står for Danmarks vejprojekter.
Selv om Skanderborg er en selvstændig by, er den tæt forbundet med Aarhus, omkring halvdelen af alle tilflyttere kommer fra Aarhus, og den anden vej vælger halvdelen af alle fraflyttere at flytte til Aarhus. Skanderborg skal ses i tæt sammenhæng med den østjyske by, og nærheden til de mange arbejdspladser i Aarhus giver sig udslag i lav ledighed i Skanderborg. De mange uddannelsesinstitutioner i Aarhus påvirker uddannelsesniveauet i Skanderborg.
Byen og kommunen er også en vigtig spiller i samarbejdet, der hedder Business Region Aarhus, som er et tværkommunalt samarbejde med henblik på at styrke Aarhus-området.

## Etymologi
Oprindelsen til navnet er landsbyen Skanderup, som tidligst nævnes i et gavebrev af 6. juli 1176 af Valdemar den Store til Esrom Kloster ("Sklandethorp", i Kong Valdemars Jordbog: "Scandthorp").

## Historie

### Oprindelse og middelalder
Slottet, som byggedes i byens nærhed, kaldtes Skanthorpburg, Skanderborg, efter den, og navnet gik også over på byen, der efterhånden voksede op i læ af slottet. Men navnene Skanderup og Skanderborg benyttedes i flæng endnu i midten af det 17. århundrede, og landsbyen, som i sin tid lå til dels på Skanderborg bys jorder, og købstaden var vel også temmelig eet, da Skanderborgs indbyggere vedblev at søge Skanderup Kirke (allerede i 1547 kaldtes Skanderup Kirke Schandelborg Sognekirke), indtil de ved reskript af 14. oktober 1699 henvistes til slotskirken.

### Renæssancen
Frederik II, som opholdt sig meget på Skanderborg Slot, gav byen dens første privilegier ved brev af 28. oktober 1583, hvori det hedder, "at, for at Undersaatterne, som nu bo eller komme til at bo ved Sk. Slot, desbedre maa nære og bjærge sig, samt Bønderne deromkring nærmere maa kunne faa, hvad de behøve til deres Husholdning, tillades det dem, som bo ved Slottet, eller som ville begive sig did og bo og bygge inden for det Plankeværk, som nu er opsat, at bruge Køb og Salg og Købmandshandel med Humle, Staal, Salt, Klæde og hvad andre Varer, Bønderne kunne have behov; ligeledes skal det være Smede, Skomagere og andre Haandværksfolk, som ere dygtige i deres Haandværk og ville flytte did, tilladt at gøre dette; de, som vilde bygge, skulde bygge Købstadbygning med gode Stalde, Logementer og Værelser, saa andre, som det hændes at komme did, kunde have hos dem bekvem Tilflugt og Underhold; endvidere forundes dem, som nu bo der eller ville bygge der, Fritagelse for Skat og al anden kgl. Tynge og Besværing".
I 1584 oprettede Frederik II den kongelige kro i Skanderborg, som lukkede i 1620.
Under Kejserkrigen skal Christian IV have ladet den befæste , og i 1768 sås der endnu nord for byen spor af en skanse.
Byens privilegier stadfæstedes 1600 og 1648, men byen blev dog endnu længe efter ikke anset som fuldstændig købstad, lige som den vedblev at stå under slotsskriverne (amtsforvalterne). Under krigen med de svenske var den en tid besat af polakkerne, som slemt huserede her og brandskattede byen.
En af Frederik III i 1651 oprettet latinskole nedlagdes allerede 1658.

### Under enevælden
I 1720 blev Skanderborg hjemsted for et egentligt rytterdistrikt, og der opførtes i 1720-1722 barakker og stalde til mandskab og heste til et regiment.
Ved en brand 1746 lagdes 17 gårde i aske.
Byen fik først sin egen øvrighed, da Frederik V den 20. juni 1760 beskikkede den en byfoged. Den har altid været en mindre by (1769 havde den 514 indbyggere), da dens opland er meget ringe.
I maj 1849 holdt general Olaf Rye egnen besat.

### Den tidlige industrialisering
Skanderborgs befolkning var stigende i slutningen af 1800-tallet og i begyndelsen af 1900-tallet: 1.042 i 1850, 1.271 i 1855, 1.423 i 1860, 1.707 i 1870, 1.792 i 1880, 2.354 i 1890, 2.721 i 1901, 3.146 i 1906 og 3.403 i 1911.
Af fabrikker og industrielle anlæg havde byen omkring år 1900: Skanderborg Jærnstøberi og Maskinfabrik (A. Blom & Søn), Skanderborg Uldvare- og
Klædefabrik (et aktieselskab), Skanderborg Dampbrænderi (N. Christensen & Co.) og et andelssvineslagteri (oprettet 1890).
I Skanderborg blev udgivet 3 aviser: "Skanderborg Amts Avis", "Skanderborg Amtstidende" og "Skanderborg Socialdemokrat".
I Skanderborg afholdtes følgende markeder: 1. fredag i hver måned samt alle fredage i fasten og fra 1. november til jul med levende kreaturer, desuden 1 i januar, 3 i februar og 3 i marts med heste, og 1 i maj, 1 i juni, 1 i juli, 1 i september og 1 i oktober med heste og kreaturer. Torvedag var hver fredag.
Fordelingen efter næringsveje var i 1890: 383 levede af immateriel virksomhed, 108 af jordbrug, 5 af gartneri, 5 af fiskeri, 3 af søfart, 873 af håndværk og industri, 440 af handel og omsætning, 413 af forskellig daglejervirksomhed, 112 af deres midler, 10 nød almisse, og 2 var i fængsel. Ifølge en opgørelse i 1906 var indbyggertallet 3.146, heraf ernærede 280 sig ved immateriel virksomhed, 101 ved landbrug, skovbrug og mejeridrift, 13 ved fiskeri, 1.421 ved håndværk og industri, 553 ved handel med mere, 433 ved samfærdsel, 120 var aftægtsfolk, 70 levede af offentlig understøttelse og 155 af anden eller uangiven virksomhed.

### Mellemkrigstiden
Gennem mellemkrigstiden var Skanderborgs indbyggertal voksende: i 1916 3.707 indbyggere, i 1921 3.938, i 1925 4.039, i 1930 4.085, i 1935 4.229, i 1940 4.396 indbyggere. Derimod var forstaden Banegårdskvarteret i Skanderup-Stilling Kommune stagnerende.
| År                        | 1916  | 1921  | 1925  | 1930  | 1935  | 1940  |
| ------------------------- | ----- | ----- | ----- | ----- | ----- | ----- |
| Skanderborg købstad       | 3.707 | 3.938 | 4.039 | 4.085 | 4.229 | 4.396 |
| Banegårdskvarteret        | 652   | 574   | 673   | 595   | 731   | 697   |
| Skanderborg med forstæder | 4.359 | 4.512 | 4.712 | 4.680 | 4.960 | 5.093 |

Ved folketællingen i 1930 havde Skanderborg 4.085 indbyggere, heraf ernærede 263 sig ved immateriel virksomhed, 1.499 ved håndværk og industri, 660 ved handel mm, 573 ved samfærdsel, 176 ved landbrug, skovbrug og fiskeri, 354 ved husgerning, 486 var ude af erhverv og 74 havde ikke oplyst indkomstkilde.
| Næringsveje               | Landbrug m.v. | Håndværk, industri | Handel og omsætning | Transport | Immateriel virksomhed | Hus- gerning | Ude af erhverv | Uangivet | I alt |
| ------------------------- | ------------- | ------------------ | ------------------- | --------- | --------------------- | ------------ | -------------- | -------- | ----- |
| Skanderborg købstad       | 176           | 1.499              | 660                 | 573       | 263                   | 354          | 486            | 74       | 4.085 |
| Banegårdskvarteret        | 38            | 165                | 125                 | 104       | 27                    | 55           | 74             | 7        | 595   |
| Skanderborg med forstæder | 214           | 1.664              | 785                 | 677       | 290                   | 409          | 560            | 81       | 4.680 |

### Efterkrigstiden
Efter 2. verdenskrig fortsatte Skanderborg sin befolkningsvækst. I 1945 boede der 4.171 indbyggere i købstaden, i 1950 5.091 indbyggere, i 1955 5.254 indbyggere, i 1960 5.482 indbyggere og i 1965 10.048 indbyggere. I 1965 var Skanderup-Stilling Kommune sammenlagt med Skanderborg.
| År                        | 1945  | 1950  | 1955  | 1960  | 1965   |
| ------------------------- | ----- | ----- | ----- | ----- | ------ |
| Skanderborg købstad       | 4.171 | 5.091 | 5.254 | 5.482 | 10.048 |
| Banegårdskvarteret        | 893   | 766   | 856   | 889   | *      |
| Skanderborg med forstæder | 5.064 | 5.857 | 6.110 | 6.371 | 10.048 |

## Uddannelse
- Skanderborg Gymnasium (har omkring 800 elever) og udbyder
  - STX
- Skanderborg-Odder Center for Uddannelse (SCU) tilbyder
  - VUC
  - HF
  - HHX
  - HTX
  - EUX
  - EUD
- Skanderborg Produktionsskole

## Kultur
Hvert år i starten af august afholdes Skanderborg Festival eller Smukfest, som den også hedder, i Skanderborg Dyrehave. Smukfest er Danmarks næststørste festival med omkring 40.000 deltagere årligt. Desuden afholdes Sølund Musik Festival, der er en musikfestival for udviklingshæmmede.

### Sport
Skanderborg er hjemsted for en lang række sportsklubber heriblandt FC Skanderborg, Skanderborg Håndbold, Dover GF U19, Skanderborg Real Killerbees og Skanderborg Vandski Klub. Byen har både Skanderborg Stadion og Morten Børup Hallen som idrætsfaciliteter.

## Kendte personer fra Skanderborg
- Morten Børup, ca. 1446–1526 digter, rektor
- Christian Güldencrone-1837–1902 officer
- Emil Gyldenkrone-født Güldencrone 1838–1902 diplomat
- Ove Güldencrone-1840-1880 søofficer
- Carl Güldencrone-1854–1932 diplomat
- Johannes Trolle Hjelmslev født Johannes Trolle Petersen 1873-1950
- Albert Dam 1880-1972 forfatter
- Ferdinand Michael Krøyer Kielberg 1882-1958 industrimagnat og filantrop
- Christian Frederik Møller, 1898-1988 arkitekt
- Holger Blom, 1906-1965 modeskaber
- Ole Lund Kirkegaard, 1940-1979 børnebogsforfatter
- Inge Adriansen 1944- kulturhistoriker
- Kresten Drejergaard 1944-cand.theol., biskop
- Kirsten Lehfeldt, 1952- skuespillerinde
- Poul Erik Tøjner, 1959- museumsdirektør
- Dorthe Jørgensen, 1959- filosof, dr. phil. og dr. teol.
- Camille Jones, 1973- sanger
- Peter Sommer, 1974- sanger og musiker
- Jøden, 1974- født Michael Mühlebach Christiansen rapmusiker
- Simon Talbot, 1986- stand-up komiker
- Kejser A, 1986- født Andreas Abildlund rapmusiker

## Billeder fra Skanderborg
- Skanderborg omkring 1900 fra Frems Amtskort over Danmark.
- Skanderborg Politistation i det tidligere rådhus.
- Skanderup Kirke